# Archaeophialidae
Archaeophialidae — вимерла родина молюсків з класу моноплакофор. Існували в ордовицькому періоді, 478—444 млн років тому. Скам'янілості представників родини знайдено в США, Канаді, Норвегії та Швеції.

## Роди
- Archaeophialia
- Macroscenella
- Micropileus